# Прапор Донецько-Криворізької Республіки
Пра́пор Доне́цько-Криворі́зької Радя́нської Респу́бліки — міфічний державний символ Донецько-Криворізької Радянської Республіки. Наразі невідомо жодного документу про затвердження прапора даного державного утворення. Проте у інтернеті поширюються кілька версій прапора.

## Версії

### Червоне знамено
Як прапор ДКРР використовувався загальновживаний червоний прапор революції. Червоний колір прапора мав символізувати пролиту кров робітників і селян у боротьбі з самодержавством.
Напис літерами «Донецько-Криворізька Радянська Республіка» або «ДКРР» не міг з'явитися раніше на прапорі республіки, ніж на прапорі РРФСР, який був офіційно затверджений 14 квітня 1918 року вже після падіння ДКРР.

### Червоний із крижем
За версією О. Тарновского Донецько-Криворізька Радянська Республіка нібито використовувала червоний прапор із біло-зелено-чорним (у кольорах герба Бахмута) крижем. Хоча достовірних доказів цьому не існує. О. Тарновський «реконструював» прапор за фотографією військової секції Луганської Ради робітничих депутатів 1917. Кольори герба міста Бахмута були обрані реконструктором із таких міркувань: Тимчасовий уряд 3 березня 1917 року заснував особливий Донецький комітет, який об'єднав господарське управління Донецьким вугільним і Криворізьким рудним басейнами, на чолі з інженером М. Чернішовим. 15-17 березня в Бахмуті відбулася 1 конференція Рад Донбасу, яка зібрала 132 делегата від 48 Рад.
Насправді кольори на фото не піддаються реконструкції, оскільки не лишилося жодних згадок про затвердження якоїсь символіки на з'їзді чи хоча б спогадів про використання якихось особливих прапорів. Оскільки в ті часи прапор Росії не вважався контрреволюційним, існує велика ймовірність, що саме він розташований у крижі зображених на фото знамен.

### Горизонтальний триколор
Існує новітній міф, що прапором ДКРР був чорно-синьо-червоний триколор. Нібито проект Прапора був прийнятий 27 квітня 1917 в Харкові на I Обласному з'їзді Рад Донецького і Криворізького басейнів, надалі існував як прапор Донецько-Криворізької Радянської Республіки (1917–1918). Червоний колір згідно міфу символізував кров, пролиту в боротьбі за свободу, темно-синій — дух народу, а також води Азовського і Чорного моря, чорний — «родючу землю Півдня Малоросії і вугілля Донбасу».
Використання в основі прапора радянської республіки триколора є антинауковим твердженням. Вперше чорно-синьо-червоний прапор на теренах Донбасу був використаний 8 жовтня 1991 року прорадянськими та проросійськими силами при створенні Інтерруху Донбасу. Біля його витоків, як стверджує засновник Інтерруху Донбасу В. Корнілов, був український радянський червоно-синій прапор з додаванням внизу чорною смужки, що мала б символізувати донецьке вугілля.
Пізніше деякі з організацій перевернули послідовність смуг задля уподібнення прапора російському. Так, з'явилися два варіанти прапорів сепаратистів Донбасу. При чому, чорно-синьо-червоне знамено активно використовується Донецькою народною республікою.
Міф про тяглість державності та символіки ДНР мав сприяти розвитку місцевого сепаратизму.